# محوطه دربن کاو ۱
محوطه دربن کاو ۱ مربوط به دوره اشکانیان - دوره ساسانیان است و در شهرستان کوهدشت، بخش طرهان، دهستان طرهان، ۱/۳ کیلومتری شمال غرب روستای اولاد نقی‌آباد واقع شده و این اثر در تاریخ ۲۶ اسفند ۱۳۸۷ با شمارهٔ ثبت ۲۶۱۷۰ به‌عنوان یکی از آثار ملی ایران به ثبت رسیده است.